# Crnoljeva
Crnoljeva (serbiska: Crnoljeva Planina, albanska: Mali i Carralevë) är en bergskedja i Kosovo. Den ligger i den södra delen av landet, 30 km sydväst om huvudstaden Priština.